# Гані Абу-Ассад
Гані Абу-Ассад (араб. هاني أبو أسعد; нар. 11 жовтня 1961, Назарет) — палестинсько-нідерландський кінорежисер, сценарист та продюсер. Номінований на Премію «Оскар» за найкращий фільм іноземною мовою у 2006 за «Рай зараз» та у 2013 за стрічку «Омар».

## Життєпис
Гані Абу-Ассад народився 11 жовтня 1961 року в місті Назарет у заможній сім'ї, де окрім нього було ще п'ятеро дітей. У 1981 році він емігрував до Нідерландів, де вивчав літакобудування та працював інженером за фахом. 

### Кар'єра
Абу-Ассад розпочав кар'єру у кінематографі з продюсуваня документальних фільмів «Dar O Dar» для каналу «Channel 4» та «Long Days in Gaza» для «BBC».
У 1992 році Гані Абу-Ассад написав сценарій і зняв свій перший короткометражний фільм «Paper House». Цей фільм був показаний на голландському телебаченні та отримав кілька нагород на міжнародних кінофестивалях.
Наступного року Абу-Ассад виступив продюсером фільму Рашида Машараві «Комендантська година». Стрічка отримала високу оцінку та різні нагороди, включаючи приз «Золота піраміда» в Каїрі та приз «ЮНЕСКО» в Каннах.
Після другого короткометражного фільму «13-й», де він виступив як сценарист, продюсер та режисер, Абу-Ассад почав працювати над першим повнометражним проектом за сценарієм Арнона Ґрюнберґа. Фільм «14 курка» відкривав Фестиваль голландського кіно в Утрехті у 1998 році та був випущений в прокат компанією «United International Pictures».
У 2000 році Абу-Ассад та Беро Бейер заснували компанію «Augustus Film». У 2002 році Гані Абу-Ассад зняв фільм «Весілля Рани», цей проект став можливий завдяки підтримці Фонду палестинського кіно при Міністерстві культури Палестинської національної адміністрації. У стрічці описаний один день з життя молодої жінки в Єрусалимі, яка хоче встигнути вийти заміж до чотирьох годин дня. У тому ж році фільм відібрали для показу на «Тижні критиків» в Каннах, і він отримав призи на фестивалях в Монпельє, Маракеші, Бастії і Кельні.
Наступний документальний фільм Абу-Ассада «Ford Transit» (2002 р) був представлений на кінофестивалі «Санденс». У фільмі створений портрет водія таксі Форд, і з гумором показані жителі палестинських територій. Стрічка отримала премію «FIPRESCI» на кінофестивалі в Салоніках, нагороду «In the Spirit of Freedom» в Єрусалимі, спільно з фільмом «Весілля Рани» — премію Нестора Альмендрос за сміливість при створенні фільму на кінофестивалі «Human Rights» в Нью-Йорку.
У 1999 році Гані Абу-Ассад та Беро Бейер написали сценарій фільму «Рай зараз», але зняли його тільки в 2004 році у Наблусі. Світова прем'єра відбулася на «Берлінському кінофестивалі» у 2005 році, де фільм отримав нагороду «Блакитний ангел» в категорії «Найкращий європейський фільм», приз читачів «Берлінер Морґенпост» та премію «Amnesty International» в номінації «Найкращий фільм». У 2006 році фільм отримав премію «Золотий глобус» та нагороду «Independent Spirit» в номінації «Найкращий іноземний фільм» і був номінований на премію «Оскар» в категорії «Найкращий фільм іноземною мовою». 
У 2011 році Гані Абу-Ассад завершив роботу над кримінальним трилером «Кур'єр», де знімалися Джеффрі Дін Морган, Тіль Швайґер та Міккі Рурк.
У 2013 році режисер представив драму «Омар», історію трагічного кохання в окупованій Палестині. Фільм «Омар» отримав приз журі в спеціальній конкурсній програмі «Особливий погляд» на Каннському кінофестивалі в 2013 році, нагороди «Asia Pacific Screen Awards» (ASPA) 2013, та був номінований на премію Академії в категорії «Найкращий фільм іноземною мовою». 
Свій шостий повнометражний фільм «Ідол» Гані Абу-Ассад зняв у 2015 році . Ця драма розповідає про неймовірну долю артиста Мухаммеда Ассаф, співака з сектора Газа, який у 2013 році став переможцем арабського шоу «Ідол». 
У 2017 році Гані Абу-Ассад зфільмував «Гора між нами», яка 9 вересня 2017 року була представлена у Канаді на Міжнародному кінофестивалі у Торонто.

## Фільмографія
- 2017 — «Гора між нами» — режисер
- 2015 — «Ідол» — режисер
- 2013 — «Омар» — режисер
- 2012 — «Кур'єр» — режисер
- 2011 — «Не забувай мене, Стамбул» — режисер, сценарист
- 2005 — «Рай зараз» — режисер
- 2002 — «Весілля Рани» — режисер
- 2000 — «Назарет 2000» — режисер
- 1998 — «14-та курка» — режисер
- 1998 — «Комендантська година» — продюсер
- 1997 — «13-й» — сценарист, продюсер, режисер